# Ettore Foschini
Ettore Foschini (Ferrara, 21 settembre 1899 – Ferrara, 29 marzo 1968) è stato uno scacchista e compositore di scacchi italiano.

## Attività scacchistica
È noto soprattutto come problemista, ma fu anche un forte giocatore a tavolino. Campione di Ferrara dal 1916 al 1926 e campione di Bologna nel 1922/23.
Fortissimo solutore, vinse due volte le gare di velocità del Good Companion (1917 e 1923) e due volte quelle organizzate dalla Federazione Scacchistica Italiana (12 problemi in 20 minuti).
Compose circa 200 problemi, la maggior parte in due mosse, ottenendo diversi primi premi.
Prende il suo nome il tema Foschini:

« il Re nero in due mosse inchioda a turno due pezzi neri, permettendo ad una batteria bianca, che controlla il pezzo non inchiodato, di dare matto ».
È considerato, come il tema Mansfield, una forma particolare del tema Mackenzie.
Tre suoi problemi vincitori del primo premio:
|   | a | b | c | d | e | f | g | h |   |
| 8 | c7 pedone del nero · c6 donna del nero · d6 pedone del nero · b5 donna del bianco · d5 pedone del bianco · e5 re del nero · g5 pedone del bianco · h5 cavallo del nero · c4 torre del bianco · e4 alfiere del nero · g4 pedone del bianco · c3 re del bianco · d3 torre del bianco · f3 pedone del bianco · b2 cavallo del bianco · d2 alfiere del bianco | c7 pedone del nero · c6 donna del nero · d6 pedone del nero · b5 donna del bianco · d5 pedone del bianco · e5 re del nero · g5 pedone del bianco · h5 cavallo del nero · c4 torre del bianco · e4 alfiere del nero · g4 pedone del bianco · c3 re del bianco · d3 torre del bianco · f3 pedone del bianco · b2 cavallo del bianco · d2 alfiere del bianco | c7 pedone del nero · c6 donna del nero · d6 pedone del nero · b5 donna del bianco · d5 pedone del bianco · e5 re del nero · g5 pedone del bianco · h5 cavallo del nero · c4 torre del bianco · e4 alfiere del nero · g4 pedone del bianco · c3 re del bianco · d3 torre del bianco · f3 pedone del bianco · b2 cavallo del bianco · d2 alfiere del bianco | c7 pedone del nero · c6 donna del nero · d6 pedone del nero · b5 donna del bianco · d5 pedone del bianco · e5 re del nero · g5 pedone del bianco · h5 cavallo del nero · c4 torre del bianco · e4 alfiere del nero · g4 pedone del bianco · c3 re del bianco · d3 torre del bianco · f3 pedone del bianco · b2 cavallo del bianco · d2 alfiere del bianco | c7 pedone del nero · c6 donna del nero · d6 pedone del nero · b5 donna del bianco · d5 pedone del bianco · e5 re del nero · g5 pedone del bianco · h5 cavallo del nero · c4 torre del bianco · e4 alfiere del nero · g4 pedone del bianco · c3 re del bianco · d3 torre del bianco · f3 pedone del bianco · b2 cavallo del bianco · d2 alfiere del bianco | c7 pedone del nero · c6 donna del nero · d6 pedone del nero · b5 donna del bianco · d5 pedone del bianco · e5 re del nero · g5 pedone del bianco · h5 cavallo del nero · c4 torre del bianco · e4 alfiere del nero · g4 pedone del bianco · c3 re del bianco · d3 torre del bianco · f3 pedone del bianco · b2 cavallo del bianco · d2 alfiere del bianco | c7 pedone del nero · c6 donna del nero · d6 pedone del nero · b5 donna del bianco · d5 pedone del bianco · e5 re del nero · g5 pedone del bianco · h5 cavallo del nero · c4 torre del bianco · e4 alfiere del nero · g4 pedone del bianco · c3 re del bianco · d3 torre del bianco · f3 pedone del bianco · b2 cavallo del bianco · d2 alfiere del bianco | c7 pedone del nero · c6 donna del nero · d6 pedone del nero · b5 donna del bianco · d5 pedone del bianco · e5 re del nero · g5 pedone del bianco · h5 cavallo del nero · c4 torre del bianco · e4 alfiere del nero · g4 pedone del bianco · c3 re del bianco · d3 torre del bianco · f3 pedone del bianco · b2 cavallo del bianco · d2 alfiere del bianco | 8 |
| 7 | c7 pedone del nero · c6 donna del nero · d6 pedone del nero · b5 donna del bianco · d5 pedone del bianco · e5 re del nero · g5 pedone del bianco · h5 cavallo del nero · c4 torre del bianco · e4 alfiere del nero · g4 pedone del bianco · c3 re del bianco · d3 torre del bianco · f3 pedone del bianco · b2 cavallo del bianco · d2 alfiere del bianco | c7 pedone del nero · c6 donna del nero · d6 pedone del nero · b5 donna del bianco · d5 pedone del bianco · e5 re del nero · g5 pedone del bianco · h5 cavallo del nero · c4 torre del bianco · e4 alfiere del nero · g4 pedone del bianco · c3 re del bianco · d3 torre del bianco · f3 pedone del bianco · b2 cavallo del bianco · d2 alfiere del bianco | c7 pedone del nero · c6 donna del nero · d6 pedone del nero · b5 donna del bianco · d5 pedone del bianco · e5 re del nero · g5 pedone del bianco · h5 cavallo del nero · c4 torre del bianco · e4 alfiere del nero · g4 pedone del bianco · c3 re del bianco · d3 torre del bianco · f3 pedone del bianco · b2 cavallo del bianco · d2 alfiere del bianco | c7 pedone del nero · c6 donna del nero · d6 pedone del nero · b5 donna del bianco · d5 pedone del bianco · e5 re del nero · g5 pedone del bianco · h5 cavallo del nero · c4 torre del bianco · e4 alfiere del nero · g4 pedone del bianco · c3 re del bianco · d3 torre del bianco · f3 pedone del bianco · b2 cavallo del bianco · d2 alfiere del bianco | c7 pedone del nero · c6 donna del nero · d6 pedone del nero · b5 donna del bianco · d5 pedone del bianco · e5 re del nero · g5 pedone del bianco · h5 cavallo del nero · c4 torre del bianco · e4 alfiere del nero · g4 pedone del bianco · c3 re del bianco · d3 torre del bianco · f3 pedone del bianco · b2 cavallo del bianco · d2 alfiere del bianco | c7 pedone del nero · c6 donna del nero · d6 pedone del nero · b5 donna del bianco · d5 pedone del bianco · e5 re del nero · g5 pedone del bianco · h5 cavallo del nero · c4 torre del bianco · e4 alfiere del nero · g4 pedone del bianco · c3 re del bianco · d3 torre del bianco · f3 pedone del bianco · b2 cavallo del bianco · d2 alfiere del bianco | c7 pedone del nero · c6 donna del nero · d6 pedone del nero · b5 donna del bianco · d5 pedone del bianco · e5 re del nero · g5 pedone del bianco · h5 cavallo del nero · c4 torre del bianco · e4 alfiere del nero · g4 pedone del bianco · c3 re del bianco · d3 torre del bianco · f3 pedone del bianco · b2 cavallo del bianco · d2 alfiere del bianco | c7 pedone del nero · c6 donna del nero · d6 pedone del nero · b5 donna del bianco · d5 pedone del bianco · e5 re del nero · g5 pedone del bianco · h5 cavallo del nero · c4 torre del bianco · e4 alfiere del nero · g4 pedone del bianco · c3 re del bianco · d3 torre del bianco · f3 pedone del bianco · b2 cavallo del bianco · d2 alfiere del bianco | 7 |
| 6 | c7 pedone del nero · c6 donna del nero · d6 pedone del nero · b5 donna del bianco · d5 pedone del bianco · e5 re del nero · g5 pedone del bianco · h5 cavallo del nero · c4 torre del bianco · e4 alfiere del nero · g4 pedone del bianco · c3 re del bianco · d3 torre del bianco · f3 pedone del bianco · b2 cavallo del bianco · d2 alfiere del bianco | c7 pedone del nero · c6 donna del nero · d6 pedone del nero · b5 donna del bianco · d5 pedone del bianco · e5 re del nero · g5 pedone del bianco · h5 cavallo del nero · c4 torre del bianco · e4 alfiere del nero · g4 pedone del bianco · c3 re del bianco · d3 torre del bianco · f3 pedone del bianco · b2 cavallo del bianco · d2 alfiere del bianco | c7 pedone del nero · c6 donna del nero · d6 pedone del nero · b5 donna del bianco · d5 pedone del bianco · e5 re del nero · g5 pedone del bianco · h5 cavallo del nero · c4 torre del bianco · e4 alfiere del nero · g4 pedone del bianco · c3 re del bianco · d3 torre del bianco · f3 pedone del bianco · b2 cavallo del bianco · d2 alfiere del bianco | c7 pedone del nero · c6 donna del nero · d6 pedone del nero · b5 donna del bianco · d5 pedone del bianco · e5 re del nero · g5 pedone del bianco · h5 cavallo del nero · c4 torre del bianco · e4 alfiere del nero · g4 pedone del bianco · c3 re del bianco · d3 torre del bianco · f3 pedone del bianco · b2 cavallo del bianco · d2 alfiere del bianco | c7 pedone del nero · c6 donna del nero · d6 pedone del nero · b5 donna del bianco · d5 pedone del bianco · e5 re del nero · g5 pedone del bianco · h5 cavallo del nero · c4 torre del bianco · e4 alfiere del nero · g4 pedone del bianco · c3 re del bianco · d3 torre del bianco · f3 pedone del bianco · b2 cavallo del bianco · d2 alfiere del bianco | c7 pedone del nero · c6 donna del nero · d6 pedone del nero · b5 donna del bianco · d5 pedone del bianco · e5 re del nero · g5 pedone del bianco · h5 cavallo del nero · c4 torre del bianco · e4 alfiere del nero · g4 pedone del bianco · c3 re del bianco · d3 torre del bianco · f3 pedone del bianco · b2 cavallo del bianco · d2 alfiere del bianco | c7 pedone del nero · c6 donna del nero · d6 pedone del nero · b5 donna del bianco · d5 pedone del bianco · e5 re del nero · g5 pedone del bianco · h5 cavallo del nero · c4 torre del bianco · e4 alfiere del nero · g4 pedone del bianco · c3 re del bianco · d3 torre del bianco · f3 pedone del bianco · b2 cavallo del bianco · d2 alfiere del bianco | c7 pedone del nero · c6 donna del nero · d6 pedone del nero · b5 donna del bianco · d5 pedone del bianco · e5 re del nero · g5 pedone del bianco · h5 cavallo del nero · c4 torre del bianco · e4 alfiere del nero · g4 pedone del bianco · c3 re del bianco · d3 torre del bianco · f3 pedone del bianco · b2 cavallo del bianco · d2 alfiere del bianco | 6 |
| 5 | c7 pedone del nero · c6 donna del nero · d6 pedone del nero · b5 donna del bianco · d5 pedone del bianco · e5 re del nero · g5 pedone del bianco · h5 cavallo del nero · c4 torre del bianco · e4 alfiere del nero · g4 pedone del bianco · c3 re del bianco · d3 torre del bianco · f3 pedone del bianco · b2 cavallo del bianco · d2 alfiere del bianco | c7 pedone del nero · c6 donna del nero · d6 pedone del nero · b5 donna del bianco · d5 pedone del bianco · e5 re del nero · g5 pedone del bianco · h5 cavallo del nero · c4 torre del bianco · e4 alfiere del nero · g4 pedone del bianco · c3 re del bianco · d3 torre del bianco · f3 pedone del bianco · b2 cavallo del bianco · d2 alfiere del bianco | c7 pedone del nero · c6 donna del nero · d6 pedone del nero · b5 donna del bianco · d5 pedone del bianco · e5 re del nero · g5 pedone del bianco · h5 cavallo del nero · c4 torre del bianco · e4 alfiere del nero · g4 pedone del bianco · c3 re del bianco · d3 torre del bianco · f3 pedone del bianco · b2 cavallo del bianco · d2 alfiere del bianco | c7 pedone del nero · c6 donna del nero · d6 pedone del nero · b5 donna del bianco · d5 pedone del bianco · e5 re del nero · g5 pedone del bianco · h5 cavallo del nero · c4 torre del bianco · e4 alfiere del nero · g4 pedone del bianco · c3 re del bianco · d3 torre del bianco · f3 pedone del bianco · b2 cavallo del bianco · d2 alfiere del bianco | c7 pedone del nero · c6 donna del nero · d6 pedone del nero · b5 donna del bianco · d5 pedone del bianco · e5 re del nero · g5 pedone del bianco · h5 cavallo del nero · c4 torre del bianco · e4 alfiere del nero · g4 pedone del bianco · c3 re del bianco · d3 torre del bianco · f3 pedone del bianco · b2 cavallo del bianco · d2 alfiere del bianco | c7 pedone del nero · c6 donna del nero · d6 pedone del nero · b5 donna del bianco · d5 pedone del bianco · e5 re del nero · g5 pedone del bianco · h5 cavallo del nero · c4 torre del bianco · e4 alfiere del nero · g4 pedone del bianco · c3 re del bianco · d3 torre del bianco · f3 pedone del bianco · b2 cavallo del bianco · d2 alfiere del bianco | c7 pedone del nero · c6 donna del nero · d6 pedone del nero · b5 donna del bianco · d5 pedone del bianco · e5 re del nero · g5 pedone del bianco · h5 cavallo del nero · c4 torre del bianco · e4 alfiere del nero · g4 pedone del bianco · c3 re del bianco · d3 torre del bianco · f3 pedone del bianco · b2 cavallo del bianco · d2 alfiere del bianco | c7 pedone del nero · c6 donna del nero · d6 pedone del nero · b5 donna del bianco · d5 pedone del bianco · e5 re del nero · g5 pedone del bianco · h5 cavallo del nero · c4 torre del bianco · e4 alfiere del nero · g4 pedone del bianco · c3 re del bianco · d3 torre del bianco · f3 pedone del bianco · b2 cavallo del bianco · d2 alfiere del bianco | 5 |
| 4 | c7 pedone del nero · c6 donna del nero · d6 pedone del nero · b5 donna del bianco · d5 pedone del bianco · e5 re del nero · g5 pedone del bianco · h5 cavallo del nero · c4 torre del bianco · e4 alfiere del nero · g4 pedone del bianco · c3 re del bianco · d3 torre del bianco · f3 pedone del bianco · b2 cavallo del bianco · d2 alfiere del bianco | c7 pedone del nero · c6 donna del nero · d6 pedone del nero · b5 donna del bianco · d5 pedone del bianco · e5 re del nero · g5 pedone del bianco · h5 cavallo del nero · c4 torre del bianco · e4 alfiere del nero · g4 pedone del bianco · c3 re del bianco · d3 torre del bianco · f3 pedone del bianco · b2 cavallo del bianco · d2 alfiere del bianco | c7 pedone del nero · c6 donna del nero · d6 pedone del nero · b5 donna del bianco · d5 pedone del bianco · e5 re del nero · g5 pedone del bianco · h5 cavallo del nero · c4 torre del bianco · e4 alfiere del nero · g4 pedone del bianco · c3 re del bianco · d3 torre del bianco · f3 pedone del bianco · b2 cavallo del bianco · d2 alfiere del bianco | c7 pedone del nero · c6 donna del nero · d6 pedone del nero · b5 donna del bianco · d5 pedone del bianco · e5 re del nero · g5 pedone del bianco · h5 cavallo del nero · c4 torre del bianco · e4 alfiere del nero · g4 pedone del bianco · c3 re del bianco · d3 torre del bianco · f3 pedone del bianco · b2 cavallo del bianco · d2 alfiere del bianco | c7 pedone del nero · c6 donna del nero · d6 pedone del nero · b5 donna del bianco · d5 pedone del bianco · e5 re del nero · g5 pedone del bianco · h5 cavallo del nero · c4 torre del bianco · e4 alfiere del nero · g4 pedone del bianco · c3 re del bianco · d3 torre del bianco · f3 pedone del bianco · b2 cavallo del bianco · d2 alfiere del bianco | c7 pedone del nero · c6 donna del nero · d6 pedone del nero · b5 donna del bianco · d5 pedone del bianco · e5 re del nero · g5 pedone del bianco · h5 cavallo del nero · c4 torre del bianco · e4 alfiere del nero · g4 pedone del bianco · c3 re del bianco · d3 torre del bianco · f3 pedone del bianco · b2 cavallo del bianco · d2 alfiere del bianco | c7 pedone del nero · c6 donna del nero · d6 pedone del nero · b5 donna del bianco · d5 pedone del bianco · e5 re del nero · g5 pedone del bianco · h5 cavallo del nero · c4 torre del bianco · e4 alfiere del nero · g4 pedone del bianco · c3 re del bianco · d3 torre del bianco · f3 pedone del bianco · b2 cavallo del bianco · d2 alfiere del bianco | c7 pedone del nero · c6 donna del nero · d6 pedone del nero · b5 donna del bianco · d5 pedone del bianco · e5 re del nero · g5 pedone del bianco · h5 cavallo del nero · c4 torre del bianco · e4 alfiere del nero · g4 pedone del bianco · c3 re del bianco · d3 torre del bianco · f3 pedone del bianco · b2 cavallo del bianco · d2 alfiere del bianco | 4 |
| 3 | c7 pedone del nero · c6 donna del nero · d6 pedone del nero · b5 donna del bianco · d5 pedone del bianco · e5 re del nero · g5 pedone del bianco · h5 cavallo del nero · c4 torre del bianco · e4 alfiere del nero · g4 pedone del bianco · c3 re del bianco · d3 torre del bianco · f3 pedone del bianco · b2 cavallo del bianco · d2 alfiere del bianco | c7 pedone del nero · c6 donna del nero · d6 pedone del nero · b5 donna del bianco · d5 pedone del bianco · e5 re del nero · g5 pedone del bianco · h5 cavallo del nero · c4 torre del bianco · e4 alfiere del nero · g4 pedone del bianco · c3 re del bianco · d3 torre del bianco · f3 pedone del bianco · b2 cavallo del bianco · d2 alfiere del bianco | c7 pedone del nero · c6 donna del nero · d6 pedone del nero · b5 donna del bianco · d5 pedone del bianco · e5 re del nero · g5 pedone del bianco · h5 cavallo del nero · c4 torre del bianco · e4 alfiere del nero · g4 pedone del bianco · c3 re del bianco · d3 torre del bianco · f3 pedone del bianco · b2 cavallo del bianco · d2 alfiere del bianco | c7 pedone del nero · c6 donna del nero · d6 pedone del nero · b5 donna del bianco · d5 pedone del bianco · e5 re del nero · g5 pedone del bianco · h5 cavallo del nero · c4 torre del bianco · e4 alfiere del nero · g4 pedone del bianco · c3 re del bianco · d3 torre del bianco · f3 pedone del bianco · b2 cavallo del bianco · d2 alfiere del bianco | c7 pedone del nero · c6 donna del nero · d6 pedone del nero · b5 donna del bianco · d5 pedone del bianco · e5 re del nero · g5 pedone del bianco · h5 cavallo del nero · c4 torre del bianco · e4 alfiere del nero · g4 pedone del bianco · c3 re del bianco · d3 torre del bianco · f3 pedone del bianco · b2 cavallo del bianco · d2 alfiere del bianco | c7 pedone del nero · c6 donna del nero · d6 pedone del nero · b5 donna del bianco · d5 pedone del bianco · e5 re del nero · g5 pedone del bianco · h5 cavallo del nero · c4 torre del bianco · e4 alfiere del nero · g4 pedone del bianco · c3 re del bianco · d3 torre del bianco · f3 pedone del bianco · b2 cavallo del bianco · d2 alfiere del bianco | c7 pedone del nero · c6 donna del nero · d6 pedone del nero · b5 donna del bianco · d5 pedone del bianco · e5 re del nero · g5 pedone del bianco · h5 cavallo del nero · c4 torre del bianco · e4 alfiere del nero · g4 pedone del bianco · c3 re del bianco · d3 torre del bianco · f3 pedone del bianco · b2 cavallo del bianco · d2 alfiere del bianco | c7 pedone del nero · c6 donna del nero · d6 pedone del nero · b5 donna del bianco · d5 pedone del bianco · e5 re del nero · g5 pedone del bianco · h5 cavallo del nero · c4 torre del bianco · e4 alfiere del nero · g4 pedone del bianco · c3 re del bianco · d3 torre del bianco · f3 pedone del bianco · b2 cavallo del bianco · d2 alfiere del bianco | 3 |
| 2 | c7 pedone del nero · c6 donna del nero · d6 pedone del nero · b5 donna del bianco · d5 pedone del bianco · e5 re del nero · g5 pedone del bianco · h5 cavallo del nero · c4 torre del bianco · e4 alfiere del nero · g4 pedone del bianco · c3 re del bianco · d3 torre del bianco · f3 pedone del bianco · b2 cavallo del bianco · d2 alfiere del bianco | c7 pedone del nero · c6 donna del nero · d6 pedone del nero · b5 donna del bianco · d5 pedone del bianco · e5 re del nero · g5 pedone del bianco · h5 cavallo del nero · c4 torre del bianco · e4 alfiere del nero · g4 pedone del bianco · c3 re del bianco · d3 torre del bianco · f3 pedone del bianco · b2 cavallo del bianco · d2 alfiere del bianco | c7 pedone del nero · c6 donna del nero · d6 pedone del nero · b5 donna del bianco · d5 pedone del bianco · e5 re del nero · g5 pedone del bianco · h5 cavallo del nero · c4 torre del bianco · e4 alfiere del nero · g4 pedone del bianco · c3 re del bianco · d3 torre del bianco · f3 pedone del bianco · b2 cavallo del bianco · d2 alfiere del bianco | c7 pedone del nero · c6 donna del nero · d6 pedone del nero · b5 donna del bianco · d5 pedone del bianco · e5 re del nero · g5 pedone del bianco · h5 cavallo del nero · c4 torre del bianco · e4 alfiere del nero · g4 pedone del bianco · c3 re del bianco · d3 torre del bianco · f3 pedone del bianco · b2 cavallo del bianco · d2 alfiere del bianco | c7 pedone del nero · c6 donna del nero · d6 pedone del nero · b5 donna del bianco · d5 pedone del bianco · e5 re del nero · g5 pedone del bianco · h5 cavallo del nero · c4 torre del bianco · e4 alfiere del nero · g4 pedone del bianco · c3 re del bianco · d3 torre del bianco · f3 pedone del bianco · b2 cavallo del bianco · d2 alfiere del bianco | c7 pedone del nero · c6 donna del nero · d6 pedone del nero · b5 donna del bianco · d5 pedone del bianco · e5 re del nero · g5 pedone del bianco · h5 cavallo del nero · c4 torre del bianco · e4 alfiere del nero · g4 pedone del bianco · c3 re del bianco · d3 torre del bianco · f3 pedone del bianco · b2 cavallo del bianco · d2 alfiere del bianco | c7 pedone del nero · c6 donna del nero · d6 pedone del nero · b5 donna del bianco · d5 pedone del bianco · e5 re del nero · g5 pedone del bianco · h5 cavallo del nero · c4 torre del bianco · e4 alfiere del nero · g4 pedone del bianco · c3 re del bianco · d3 torre del bianco · f3 pedone del bianco · b2 cavallo del bianco · d2 alfiere del bianco | c7 pedone del nero · c6 donna del nero · d6 pedone del nero · b5 donna del bianco · d5 pedone del bianco · e5 re del nero · g5 pedone del bianco · h5 cavallo del nero · c4 torre del bianco · e4 alfiere del nero · g4 pedone del bianco · c3 re del bianco · d3 torre del bianco · f3 pedone del bianco · b2 cavallo del bianco · d2 alfiere del bianco | 2 |
| 1 | c7 pedone del nero · c6 donna del nero · d6 pedone del nero · b5 donna del bianco · d5 pedone del bianco · e5 re del nero · g5 pedone del bianco · h5 cavallo del nero · c4 torre del bianco · e4 alfiere del nero · g4 pedone del bianco · c3 re del bianco · d3 torre del bianco · f3 pedone del bianco · b2 cavallo del bianco · d2 alfiere del bianco | c7 pedone del nero · c6 donna del nero · d6 pedone del nero · b5 donna del bianco · d5 pedone del bianco · e5 re del nero · g5 pedone del bianco · h5 cavallo del nero · c4 torre del bianco · e4 alfiere del nero · g4 pedone del bianco · c3 re del bianco · d3 torre del bianco · f3 pedone del bianco · b2 cavallo del bianco · d2 alfiere del bianco | c7 pedone del nero · c6 donna del nero · d6 pedone del nero · b5 donna del bianco · d5 pedone del bianco · e5 re del nero · g5 pedone del bianco · h5 cavallo del nero · c4 torre del bianco · e4 alfiere del nero · g4 pedone del bianco · c3 re del bianco · d3 torre del bianco · f3 pedone del bianco · b2 cavallo del bianco · d2 alfiere del bianco | c7 pedone del nero · c6 donna del nero · d6 pedone del nero · b5 donna del bianco · d5 pedone del bianco · e5 re del nero · g5 pedone del bianco · h5 cavallo del nero · c4 torre del bianco · e4 alfiere del nero · g4 pedone del bianco · c3 re del bianco · d3 torre del bianco · f3 pedone del bianco · b2 cavallo del bianco · d2 alfiere del bianco | c7 pedone del nero · c6 donna del nero · d6 pedone del nero · b5 donna del bianco · d5 pedone del bianco · e5 re del nero · g5 pedone del bianco · h5 cavallo del nero · c4 torre del bianco · e4 alfiere del nero · g4 pedone del bianco · c3 re del bianco · d3 torre del bianco · f3 pedone del bianco · b2 cavallo del bianco · d2 alfiere del bianco | c7 pedone del nero · c6 donna del nero · d6 pedone del nero · b5 donna del bianco · d5 pedone del bianco · e5 re del nero · g5 pedone del bianco · h5 cavallo del nero · c4 torre del bianco · e4 alfiere del nero · g4 pedone del bianco · c3 re del bianco · d3 torre del bianco · f3 pedone del bianco · b2 cavallo del bianco · d2 alfiere del bianco | c7 pedone del nero · c6 donna del nero · d6 pedone del nero · b5 donna del bianco · d5 pedone del bianco · e5 re del nero · g5 pedone del bianco · h5 cavallo del nero · c4 torre del bianco · e4 alfiere del nero · g4 pedone del bianco · c3 re del bianco · d3 torre del bianco · f3 pedone del bianco · b2 cavallo del bianco · d2 alfiere del bianco | c7 pedone del nero · c6 donna del nero · d6 pedone del nero · b5 donna del bianco · d5 pedone del bianco · e5 re del nero · g5 pedone del bianco · h5 cavallo del nero · c4 torre del bianco · e4 alfiere del nero · g4 pedone del bianco · c3 re del bianco · d3 torre del bianco · f3 pedone del bianco · b2 cavallo del bianco · d2 alfiere del bianco | 1 |
|   | a | b | c | d | e | f | g | h |   |

Soluzione:
Tentativo: 1. Txc6!? ...Axf3!
|   | a | b | c | d | e | f | g | h |   |
| 8 | c8 cavallo del bianco · f8 donna del bianco · h8 alfiere del nero · b7 donna del nero · f7 torre del bianco · h7 torre del nero · e6 re del nero · g6 cavallo del nero · e5 pedone del bianco · a4 alfiere del nero · c4 pedone del bianco · f4 pedone del nero · g4 re del bianco · h4 pedone del nero · f3 cavallo del nero · h3 alfiere del bianco · e2 torre del bianco · h2 pedone del nero | c8 cavallo del bianco · f8 donna del bianco · h8 alfiere del nero · b7 donna del nero · f7 torre del bianco · h7 torre del nero · e6 re del nero · g6 cavallo del nero · e5 pedone del bianco · a4 alfiere del nero · c4 pedone del bianco · f4 pedone del nero · g4 re del bianco · h4 pedone del nero · f3 cavallo del nero · h3 alfiere del bianco · e2 torre del bianco · h2 pedone del nero | c8 cavallo del bianco · f8 donna del bianco · h8 alfiere del nero · b7 donna del nero · f7 torre del bianco · h7 torre del nero · e6 re del nero · g6 cavallo del nero · e5 pedone del bianco · a4 alfiere del nero · c4 pedone del bianco · f4 pedone del nero · g4 re del bianco · h4 pedone del nero · f3 cavallo del nero · h3 alfiere del bianco · e2 torre del bianco · h2 pedone del nero | c8 cavallo del bianco · f8 donna del bianco · h8 alfiere del nero · b7 donna del nero · f7 torre del bianco · h7 torre del nero · e6 re del nero · g6 cavallo del nero · e5 pedone del bianco · a4 alfiere del nero · c4 pedone del bianco · f4 pedone del nero · g4 re del bianco · h4 pedone del nero · f3 cavallo del nero · h3 alfiere del bianco · e2 torre del bianco · h2 pedone del nero | c8 cavallo del bianco · f8 donna del bianco · h8 alfiere del nero · b7 donna del nero · f7 torre del bianco · h7 torre del nero · e6 re del nero · g6 cavallo del nero · e5 pedone del bianco · a4 alfiere del nero · c4 pedone del bianco · f4 pedone del nero · g4 re del bianco · h4 pedone del nero · f3 cavallo del nero · h3 alfiere del bianco · e2 torre del bianco · h2 pedone del nero | c8 cavallo del bianco · f8 donna del bianco · h8 alfiere del nero · b7 donna del nero · f7 torre del bianco · h7 torre del nero · e6 re del nero · g6 cavallo del nero · e5 pedone del bianco · a4 alfiere del nero · c4 pedone del bianco · f4 pedone del nero · g4 re del bianco · h4 pedone del nero · f3 cavallo del nero · h3 alfiere del bianco · e2 torre del bianco · h2 pedone del nero | c8 cavallo del bianco · f8 donna del bianco · h8 alfiere del nero · b7 donna del nero · f7 torre del bianco · h7 torre del nero · e6 re del nero · g6 cavallo del nero · e5 pedone del bianco · a4 alfiere del nero · c4 pedone del bianco · f4 pedone del nero · g4 re del bianco · h4 pedone del nero · f3 cavallo del nero · h3 alfiere del bianco · e2 torre del bianco · h2 pedone del nero | c8 cavallo del bianco · f8 donna del bianco · h8 alfiere del nero · b7 donna del nero · f7 torre del bianco · h7 torre del nero · e6 re del nero · g6 cavallo del nero · e5 pedone del bianco · a4 alfiere del nero · c4 pedone del bianco · f4 pedone del nero · g4 re del bianco · h4 pedone del nero · f3 cavallo del nero · h3 alfiere del bianco · e2 torre del bianco · h2 pedone del nero | 8 |
| 7 | c8 cavallo del bianco · f8 donna del bianco · h8 alfiere del nero · b7 donna del nero · f7 torre del bianco · h7 torre del nero · e6 re del nero · g6 cavallo del nero · e5 pedone del bianco · a4 alfiere del nero · c4 pedone del bianco · f4 pedone del nero · g4 re del bianco · h4 pedone del nero · f3 cavallo del nero · h3 alfiere del bianco · e2 torre del bianco · h2 pedone del nero | c8 cavallo del bianco · f8 donna del bianco · h8 alfiere del nero · b7 donna del nero · f7 torre del bianco · h7 torre del nero · e6 re del nero · g6 cavallo del nero · e5 pedone del bianco · a4 alfiere del nero · c4 pedone del bianco · f4 pedone del nero · g4 re del bianco · h4 pedone del nero · f3 cavallo del nero · h3 alfiere del bianco · e2 torre del bianco · h2 pedone del nero | c8 cavallo del bianco · f8 donna del bianco · h8 alfiere del nero · b7 donna del nero · f7 torre del bianco · h7 torre del nero · e6 re del nero · g6 cavallo del nero · e5 pedone del bianco · a4 alfiere del nero · c4 pedone del bianco · f4 pedone del nero · g4 re del bianco · h4 pedone del nero · f3 cavallo del nero · h3 alfiere del bianco · e2 torre del bianco · h2 pedone del nero | c8 cavallo del bianco · f8 donna del bianco · h8 alfiere del nero · b7 donna del nero · f7 torre del bianco · h7 torre del nero · e6 re del nero · g6 cavallo del nero · e5 pedone del bianco · a4 alfiere del nero · c4 pedone del bianco · f4 pedone del nero · g4 re del bianco · h4 pedone del nero · f3 cavallo del nero · h3 alfiere del bianco · e2 torre del bianco · h2 pedone del nero | c8 cavallo del bianco · f8 donna del bianco · h8 alfiere del nero · b7 donna del nero · f7 torre del bianco · h7 torre del nero · e6 re del nero · g6 cavallo del nero · e5 pedone del bianco · a4 alfiere del nero · c4 pedone del bianco · f4 pedone del nero · g4 re del bianco · h4 pedone del nero · f3 cavallo del nero · h3 alfiere del bianco · e2 torre del bianco · h2 pedone del nero | c8 cavallo del bianco · f8 donna del bianco · h8 alfiere del nero · b7 donna del nero · f7 torre del bianco · h7 torre del nero · e6 re del nero · g6 cavallo del nero · e5 pedone del bianco · a4 alfiere del nero · c4 pedone del bianco · f4 pedone del nero · g4 re del bianco · h4 pedone del nero · f3 cavallo del nero · h3 alfiere del bianco · e2 torre del bianco · h2 pedone del nero | c8 cavallo del bianco · f8 donna del bianco · h8 alfiere del nero · b7 donna del nero · f7 torre del bianco · h7 torre del nero · e6 re del nero · g6 cavallo del nero · e5 pedone del bianco · a4 alfiere del nero · c4 pedone del bianco · f4 pedone del nero · g4 re del bianco · h4 pedone del nero · f3 cavallo del nero · h3 alfiere del bianco · e2 torre del bianco · h2 pedone del nero | c8 cavallo del bianco · f8 donna del bianco · h8 alfiere del nero · b7 donna del nero · f7 torre del bianco · h7 torre del nero · e6 re del nero · g6 cavallo del nero · e5 pedone del bianco · a4 alfiere del nero · c4 pedone del bianco · f4 pedone del nero · g4 re del bianco · h4 pedone del nero · f3 cavallo del nero · h3 alfiere del bianco · e2 torre del bianco · h2 pedone del nero | 7 |
| 6 | c8 cavallo del bianco · f8 donna del bianco · h8 alfiere del nero · b7 donna del nero · f7 torre del bianco · h7 torre del nero · e6 re del nero · g6 cavallo del nero · e5 pedone del bianco · a4 alfiere del nero · c4 pedone del bianco · f4 pedone del nero · g4 re del bianco · h4 pedone del nero · f3 cavallo del nero · h3 alfiere del bianco · e2 torre del bianco · h2 pedone del nero | c8 cavallo del bianco · f8 donna del bianco · h8 alfiere del nero · b7 donna del nero · f7 torre del bianco · h7 torre del nero · e6 re del nero · g6 cavallo del nero · e5 pedone del bianco · a4 alfiere del nero · c4 pedone del bianco · f4 pedone del nero · g4 re del bianco · h4 pedone del nero · f3 cavallo del nero · h3 alfiere del bianco · e2 torre del bianco · h2 pedone del nero | c8 cavallo del bianco · f8 donna del bianco · h8 alfiere del nero · b7 donna del nero · f7 torre del bianco · h7 torre del nero · e6 re del nero · g6 cavallo del nero · e5 pedone del bianco · a4 alfiere del nero · c4 pedone del bianco · f4 pedone del nero · g4 re del bianco · h4 pedone del nero · f3 cavallo del nero · h3 alfiere del bianco · e2 torre del bianco · h2 pedone del nero | c8 cavallo del bianco · f8 donna del bianco · h8 alfiere del nero · b7 donna del nero · f7 torre del bianco · h7 torre del nero · e6 re del nero · g6 cavallo del nero · e5 pedone del bianco · a4 alfiere del nero · c4 pedone del bianco · f4 pedone del nero · g4 re del bianco · h4 pedone del nero · f3 cavallo del nero · h3 alfiere del bianco · e2 torre del bianco · h2 pedone del nero | c8 cavallo del bianco · f8 donna del bianco · h8 alfiere del nero · b7 donna del nero · f7 torre del bianco · h7 torre del nero · e6 re del nero · g6 cavallo del nero · e5 pedone del bianco · a4 alfiere del nero · c4 pedone del bianco · f4 pedone del nero · g4 re del bianco · h4 pedone del nero · f3 cavallo del nero · h3 alfiere del bianco · e2 torre del bianco · h2 pedone del nero | c8 cavallo del bianco · f8 donna del bianco · h8 alfiere del nero · b7 donna del nero · f7 torre del bianco · h7 torre del nero · e6 re del nero · g6 cavallo del nero · e5 pedone del bianco · a4 alfiere del nero · c4 pedone del bianco · f4 pedone del nero · g4 re del bianco · h4 pedone del nero · f3 cavallo del nero · h3 alfiere del bianco · e2 torre del bianco · h2 pedone del nero | c8 cavallo del bianco · f8 donna del bianco · h8 alfiere del nero · b7 donna del nero · f7 torre del bianco · h7 torre del nero · e6 re del nero · g6 cavallo del nero · e5 pedone del bianco · a4 alfiere del nero · c4 pedone del bianco · f4 pedone del nero · g4 re del bianco · h4 pedone del nero · f3 cavallo del nero · h3 alfiere del bianco · e2 torre del bianco · h2 pedone del nero | c8 cavallo del bianco · f8 donna del bianco · h8 alfiere del nero · b7 donna del nero · f7 torre del bianco · h7 torre del nero · e6 re del nero · g6 cavallo del nero · e5 pedone del bianco · a4 alfiere del nero · c4 pedone del bianco · f4 pedone del nero · g4 re del bianco · h4 pedone del nero · f3 cavallo del nero · h3 alfiere del bianco · e2 torre del bianco · h2 pedone del nero | 6 |
| 5 | c8 cavallo del bianco · f8 donna del bianco · h8 alfiere del nero · b7 donna del nero · f7 torre del bianco · h7 torre del nero · e6 re del nero · g6 cavallo del nero · e5 pedone del bianco · a4 alfiere del nero · c4 pedone del bianco · f4 pedone del nero · g4 re del bianco · h4 pedone del nero · f3 cavallo del nero · h3 alfiere del bianco · e2 torre del bianco · h2 pedone del nero | c8 cavallo del bianco · f8 donna del bianco · h8 alfiere del nero · b7 donna del nero · f7 torre del bianco · h7 torre del nero · e6 re del nero · g6 cavallo del nero · e5 pedone del bianco · a4 alfiere del nero · c4 pedone del bianco · f4 pedone del nero · g4 re del bianco · h4 pedone del nero · f3 cavallo del nero · h3 alfiere del bianco · e2 torre del bianco · h2 pedone del nero | c8 cavallo del bianco · f8 donna del bianco · h8 alfiere del nero · b7 donna del nero · f7 torre del bianco · h7 torre del nero · e6 re del nero · g6 cavallo del nero · e5 pedone del bianco · a4 alfiere del nero · c4 pedone del bianco · f4 pedone del nero · g4 re del bianco · h4 pedone del nero · f3 cavallo del nero · h3 alfiere del bianco · e2 torre del bianco · h2 pedone del nero | c8 cavallo del bianco · f8 donna del bianco · h8 alfiere del nero · b7 donna del nero · f7 torre del bianco · h7 torre del nero · e6 re del nero · g6 cavallo del nero · e5 pedone del bianco · a4 alfiere del nero · c4 pedone del bianco · f4 pedone del nero · g4 re del bianco · h4 pedone del nero · f3 cavallo del nero · h3 alfiere del bianco · e2 torre del bianco · h2 pedone del nero | c8 cavallo del bianco · f8 donna del bianco · h8 alfiere del nero · b7 donna del nero · f7 torre del bianco · h7 torre del nero · e6 re del nero · g6 cavallo del nero · e5 pedone del bianco · a4 alfiere del nero · c4 pedone del bianco · f4 pedone del nero · g4 re del bianco · h4 pedone del nero · f3 cavallo del nero · h3 alfiere del bianco · e2 torre del bianco · h2 pedone del nero | c8 cavallo del bianco · f8 donna del bianco · h8 alfiere del nero · b7 donna del nero · f7 torre del bianco · h7 torre del nero · e6 re del nero · g6 cavallo del nero · e5 pedone del bianco · a4 alfiere del nero · c4 pedone del bianco · f4 pedone del nero · g4 re del bianco · h4 pedone del nero · f3 cavallo del nero · h3 alfiere del bianco · e2 torre del bianco · h2 pedone del nero | c8 cavallo del bianco · f8 donna del bianco · h8 alfiere del nero · b7 donna del nero · f7 torre del bianco · h7 torre del nero · e6 re del nero · g6 cavallo del nero · e5 pedone del bianco · a4 alfiere del nero · c4 pedone del bianco · f4 pedone del nero · g4 re del bianco · h4 pedone del nero · f3 cavallo del nero · h3 alfiere del bianco · e2 torre del bianco · h2 pedone del nero | c8 cavallo del bianco · f8 donna del bianco · h8 alfiere del nero · b7 donna del nero · f7 torre del bianco · h7 torre del nero · e6 re del nero · g6 cavallo del nero · e5 pedone del bianco · a4 alfiere del nero · c4 pedone del bianco · f4 pedone del nero · g4 re del bianco · h4 pedone del nero · f3 cavallo del nero · h3 alfiere del bianco · e2 torre del bianco · h2 pedone del nero | 5 |
| 4 | c8 cavallo del bianco · f8 donna del bianco · h8 alfiere del nero · b7 donna del nero · f7 torre del bianco · h7 torre del nero · e6 re del nero · g6 cavallo del nero · e5 pedone del bianco · a4 alfiere del nero · c4 pedone del bianco · f4 pedone del nero · g4 re del bianco · h4 pedone del nero · f3 cavallo del nero · h3 alfiere del bianco · e2 torre del bianco · h2 pedone del nero | c8 cavallo del bianco · f8 donna del bianco · h8 alfiere del nero · b7 donna del nero · f7 torre del bianco · h7 torre del nero · e6 re del nero · g6 cavallo del nero · e5 pedone del bianco · a4 alfiere del nero · c4 pedone del bianco · f4 pedone del nero · g4 re del bianco · h4 pedone del nero · f3 cavallo del nero · h3 alfiere del bianco · e2 torre del bianco · h2 pedone del nero | c8 cavallo del bianco · f8 donna del bianco · h8 alfiere del nero · b7 donna del nero · f7 torre del bianco · h7 torre del nero · e6 re del nero · g6 cavallo del nero · e5 pedone del bianco · a4 alfiere del nero · c4 pedone del bianco · f4 pedone del nero · g4 re del bianco · h4 pedone del nero · f3 cavallo del nero · h3 alfiere del bianco · e2 torre del bianco · h2 pedone del nero | c8 cavallo del bianco · f8 donna del bianco · h8 alfiere del nero · b7 donna del nero · f7 torre del bianco · h7 torre del nero · e6 re del nero · g6 cavallo del nero · e5 pedone del bianco · a4 alfiere del nero · c4 pedone del bianco · f4 pedone del nero · g4 re del bianco · h4 pedone del nero · f3 cavallo del nero · h3 alfiere del bianco · e2 torre del bianco · h2 pedone del nero | c8 cavallo del bianco · f8 donna del bianco · h8 alfiere del nero · b7 donna del nero · f7 torre del bianco · h7 torre del nero · e6 re del nero · g6 cavallo del nero · e5 pedone del bianco · a4 alfiere del nero · c4 pedone del bianco · f4 pedone del nero · g4 re del bianco · h4 pedone del nero · f3 cavallo del nero · h3 alfiere del bianco · e2 torre del bianco · h2 pedone del nero | c8 cavallo del bianco · f8 donna del bianco · h8 alfiere del nero · b7 donna del nero · f7 torre del bianco · h7 torre del nero · e6 re del nero · g6 cavallo del nero · e5 pedone del bianco · a4 alfiere del nero · c4 pedone del bianco · f4 pedone del nero · g4 re del bianco · h4 pedone del nero · f3 cavallo del nero · h3 alfiere del bianco · e2 torre del bianco · h2 pedone del nero | c8 cavallo del bianco · f8 donna del bianco · h8 alfiere del nero · b7 donna del nero · f7 torre del bianco · h7 torre del nero · e6 re del nero · g6 cavallo del nero · e5 pedone del bianco · a4 alfiere del nero · c4 pedone del bianco · f4 pedone del nero · g4 re del bianco · h4 pedone del nero · f3 cavallo del nero · h3 alfiere del bianco · e2 torre del bianco · h2 pedone del nero | c8 cavallo del bianco · f8 donna del bianco · h8 alfiere del nero · b7 donna del nero · f7 torre del bianco · h7 torre del nero · e6 re del nero · g6 cavallo del nero · e5 pedone del bianco · a4 alfiere del nero · c4 pedone del bianco · f4 pedone del nero · g4 re del bianco · h4 pedone del nero · f3 cavallo del nero · h3 alfiere del bianco · e2 torre del bianco · h2 pedone del nero | 4 |
| 3 | c8 cavallo del bianco · f8 donna del bianco · h8 alfiere del nero · b7 donna del nero · f7 torre del bianco · h7 torre del nero · e6 re del nero · g6 cavallo del nero · e5 pedone del bianco · a4 alfiere del nero · c4 pedone del bianco · f4 pedone del nero · g4 re del bianco · h4 pedone del nero · f3 cavallo del nero · h3 alfiere del bianco · e2 torre del bianco · h2 pedone del nero | c8 cavallo del bianco · f8 donna del bianco · h8 alfiere del nero · b7 donna del nero · f7 torre del bianco · h7 torre del nero · e6 re del nero · g6 cavallo del nero · e5 pedone del bianco · a4 alfiere del nero · c4 pedone del bianco · f4 pedone del nero · g4 re del bianco · h4 pedone del nero · f3 cavallo del nero · h3 alfiere del bianco · e2 torre del bianco · h2 pedone del nero | c8 cavallo del bianco · f8 donna del bianco · h8 alfiere del nero · b7 donna del nero · f7 torre del bianco · h7 torre del nero · e6 re del nero · g6 cavallo del nero · e5 pedone del bianco · a4 alfiere del nero · c4 pedone del bianco · f4 pedone del nero · g4 re del bianco · h4 pedone del nero · f3 cavallo del nero · h3 alfiere del bianco · e2 torre del bianco · h2 pedone del nero | c8 cavallo del bianco · f8 donna del bianco · h8 alfiere del nero · b7 donna del nero · f7 torre del bianco · h7 torre del nero · e6 re del nero · g6 cavallo del nero · e5 pedone del bianco · a4 alfiere del nero · c4 pedone del bianco · f4 pedone del nero · g4 re del bianco · h4 pedone del nero · f3 cavallo del nero · h3 alfiere del bianco · e2 torre del bianco · h2 pedone del nero | c8 cavallo del bianco · f8 donna del bianco · h8 alfiere del nero · b7 donna del nero · f7 torre del bianco · h7 torre del nero · e6 re del nero · g6 cavallo del nero · e5 pedone del bianco · a4 alfiere del nero · c4 pedone del bianco · f4 pedone del nero · g4 re del bianco · h4 pedone del nero · f3 cavallo del nero · h3 alfiere del bianco · e2 torre del bianco · h2 pedone del nero | c8 cavallo del bianco · f8 donna del bianco · h8 alfiere del nero · b7 donna del nero · f7 torre del bianco · h7 torre del nero · e6 re del nero · g6 cavallo del nero · e5 pedone del bianco · a4 alfiere del nero · c4 pedone del bianco · f4 pedone del nero · g4 re del bianco · h4 pedone del nero · f3 cavallo del nero · h3 alfiere del bianco · e2 torre del bianco · h2 pedone del nero | c8 cavallo del bianco · f8 donna del bianco · h8 alfiere del nero · b7 donna del nero · f7 torre del bianco · h7 torre del nero · e6 re del nero · g6 cavallo del nero · e5 pedone del bianco · a4 alfiere del nero · c4 pedone del bianco · f4 pedone del nero · g4 re del bianco · h4 pedone del nero · f3 cavallo del nero · h3 alfiere del bianco · e2 torre del bianco · h2 pedone del nero | c8 cavallo del bianco · f8 donna del bianco · h8 alfiere del nero · b7 donna del nero · f7 torre del bianco · h7 torre del nero · e6 re del nero · g6 cavallo del nero · e5 pedone del bianco · a4 alfiere del nero · c4 pedone del bianco · f4 pedone del nero · g4 re del bianco · h4 pedone del nero · f3 cavallo del nero · h3 alfiere del bianco · e2 torre del bianco · h2 pedone del nero | 3 |
| 2 | c8 cavallo del bianco · f8 donna del bianco · h8 alfiere del nero · b7 donna del nero · f7 torre del bianco · h7 torre del nero · e6 re del nero · g6 cavallo del nero · e5 pedone del bianco · a4 alfiere del nero · c4 pedone del bianco · f4 pedone del nero · g4 re del bianco · h4 pedone del nero · f3 cavallo del nero · h3 alfiere del bianco · e2 torre del bianco · h2 pedone del nero | c8 cavallo del bianco · f8 donna del bianco · h8 alfiere del nero · b7 donna del nero · f7 torre del bianco · h7 torre del nero · e6 re del nero · g6 cavallo del nero · e5 pedone del bianco · a4 alfiere del nero · c4 pedone del bianco · f4 pedone del nero · g4 re del bianco · h4 pedone del nero · f3 cavallo del nero · h3 alfiere del bianco · e2 torre del bianco · h2 pedone del nero | c8 cavallo del bianco · f8 donna del bianco · h8 alfiere del nero · b7 donna del nero · f7 torre del bianco · h7 torre del nero · e6 re del nero · g6 cavallo del nero · e5 pedone del bianco · a4 alfiere del nero · c4 pedone del bianco · f4 pedone del nero · g4 re del bianco · h4 pedone del nero · f3 cavallo del nero · h3 alfiere del bianco · e2 torre del bianco · h2 pedone del nero | c8 cavallo del bianco · f8 donna del bianco · h8 alfiere del nero · b7 donna del nero · f7 torre del bianco · h7 torre del nero · e6 re del nero · g6 cavallo del nero · e5 pedone del bianco · a4 alfiere del nero · c4 pedone del bianco · f4 pedone del nero · g4 re del bianco · h4 pedone del nero · f3 cavallo del nero · h3 alfiere del bianco · e2 torre del bianco · h2 pedone del nero | c8 cavallo del bianco · f8 donna del bianco · h8 alfiere del nero · b7 donna del nero · f7 torre del bianco · h7 torre del nero · e6 re del nero · g6 cavallo del nero · e5 pedone del bianco · a4 alfiere del nero · c4 pedone del bianco · f4 pedone del nero · g4 re del bianco · h4 pedone del nero · f3 cavallo del nero · h3 alfiere del bianco · e2 torre del bianco · h2 pedone del nero | c8 cavallo del bianco · f8 donna del bianco · h8 alfiere del nero · b7 donna del nero · f7 torre del bianco · h7 torre del nero · e6 re del nero · g6 cavallo del nero · e5 pedone del bianco · a4 alfiere del nero · c4 pedone del bianco · f4 pedone del nero · g4 re del bianco · h4 pedone del nero · f3 cavallo del nero · h3 alfiere del bianco · e2 torre del bianco · h2 pedone del nero | c8 cavallo del bianco · f8 donna del bianco · h8 alfiere del nero · b7 donna del nero · f7 torre del bianco · h7 torre del nero · e6 re del nero · g6 cavallo del nero · e5 pedone del bianco · a4 alfiere del nero · c4 pedone del bianco · f4 pedone del nero · g4 re del bianco · h4 pedone del nero · f3 cavallo del nero · h3 alfiere del bianco · e2 torre del bianco · h2 pedone del nero | c8 cavallo del bianco · f8 donna del bianco · h8 alfiere del nero · b7 donna del nero · f7 torre del bianco · h7 torre del nero · e6 re del nero · g6 cavallo del nero · e5 pedone del bianco · a4 alfiere del nero · c4 pedone del bianco · f4 pedone del nero · g4 re del bianco · h4 pedone del nero · f3 cavallo del nero · h3 alfiere del bianco · e2 torre del bianco · h2 pedone del nero | 2 |
| 1 | c8 cavallo del bianco · f8 donna del bianco · h8 alfiere del nero · b7 donna del nero · f7 torre del bianco · h7 torre del nero · e6 re del nero · g6 cavallo del nero · e5 pedone del bianco · a4 alfiere del nero · c4 pedone del bianco · f4 pedone del nero · g4 re del bianco · h4 pedone del nero · f3 cavallo del nero · h3 alfiere del bianco · e2 torre del bianco · h2 pedone del nero | c8 cavallo del bianco · f8 donna del bianco · h8 alfiere del nero · b7 donna del nero · f7 torre del bianco · h7 torre del nero · e6 re del nero · g6 cavallo del nero · e5 pedone del bianco · a4 alfiere del nero · c4 pedone del bianco · f4 pedone del nero · g4 re del bianco · h4 pedone del nero · f3 cavallo del nero · h3 alfiere del bianco · e2 torre del bianco · h2 pedone del nero | c8 cavallo del bianco · f8 donna del bianco · h8 alfiere del nero · b7 donna del nero · f7 torre del bianco · h7 torre del nero · e6 re del nero · g6 cavallo del nero · e5 pedone del bianco · a4 alfiere del nero · c4 pedone del bianco · f4 pedone del nero · g4 re del bianco · h4 pedone del nero · f3 cavallo del nero · h3 alfiere del bianco · e2 torre del bianco · h2 pedone del nero | c8 cavallo del bianco · f8 donna del bianco · h8 alfiere del nero · b7 donna del nero · f7 torre del bianco · h7 torre del nero · e6 re del nero · g6 cavallo del nero · e5 pedone del bianco · a4 alfiere del nero · c4 pedone del bianco · f4 pedone del nero · g4 re del bianco · h4 pedone del nero · f3 cavallo del nero · h3 alfiere del bianco · e2 torre del bianco · h2 pedone del nero | c8 cavallo del bianco · f8 donna del bianco · h8 alfiere del nero · b7 donna del nero · f7 torre del bianco · h7 torre del nero · e6 re del nero · g6 cavallo del nero · e5 pedone del bianco · a4 alfiere del nero · c4 pedone del bianco · f4 pedone del nero · g4 re del bianco · h4 pedone del nero · f3 cavallo del nero · h3 alfiere del bianco · e2 torre del bianco · h2 pedone del nero | c8 cavallo del bianco · f8 donna del bianco · h8 alfiere del nero · b7 donna del nero · f7 torre del bianco · h7 torre del nero · e6 re del nero · g6 cavallo del nero · e5 pedone del bianco · a4 alfiere del nero · c4 pedone del bianco · f4 pedone del nero · g4 re del bianco · h4 pedone del nero · f3 cavallo del nero · h3 alfiere del bianco · e2 torre del bianco · h2 pedone del nero | c8 cavallo del bianco · f8 donna del bianco · h8 alfiere del nero · b7 donna del nero · f7 torre del bianco · h7 torre del nero · e6 re del nero · g6 cavallo del nero · e5 pedone del bianco · a4 alfiere del nero · c4 pedone del bianco · f4 pedone del nero · g4 re del bianco · h4 pedone del nero · f3 cavallo del nero · h3 alfiere del bianco · e2 torre del bianco · h2 pedone del nero | c8 cavallo del bianco · f8 donna del bianco · h8 alfiere del nero · b7 donna del nero · f7 torre del bianco · h7 torre del nero · e6 re del nero · g6 cavallo del nero · e5 pedone del bianco · a4 alfiere del nero · c4 pedone del bianco · f4 pedone del nero · g4 re del bianco · h4 pedone del nero · f3 cavallo del nero · h3 alfiere del bianco · e2 torre del bianco · h2 pedone del nero | 1 |
|   | a | b | c | d | e | f | g | h |   |

Soluzione:
1. Dg8 !  [2. Te7#]
1... Axe5  2. Dxg6#

1... Dxf7/xc8  2. Rxf3#

1... Txf7  2. Rh5#

1... Cgxe5+  2. Rxf4#

|   | a | b | c | d | e | f | g | h |   |
| 8 | a8 re del bianco · c6 pedone del nero · e6 pedone del nero · g6 cavallo del bianco · b5 pedone del nero · c5 alfiere del bianco · f5 cavallo del nero · g5 pedone del nero · b4 pedone del bianco · e4 re del nero · g4 pedone del nero · b3 pedone del bianco · c3 donna del bianco · g3 alfiere del nero · e2 alfiere del bianco · e1 cavallo del nero | a8 re del bianco · c6 pedone del nero · e6 pedone del nero · g6 cavallo del bianco · b5 pedone del nero · c5 alfiere del bianco · f5 cavallo del nero · g5 pedone del nero · b4 pedone del bianco · e4 re del nero · g4 pedone del nero · b3 pedone del bianco · c3 donna del bianco · g3 alfiere del nero · e2 alfiere del bianco · e1 cavallo del nero | a8 re del bianco · c6 pedone del nero · e6 pedone del nero · g6 cavallo del bianco · b5 pedone del nero · c5 alfiere del bianco · f5 cavallo del nero · g5 pedone del nero · b4 pedone del bianco · e4 re del nero · g4 pedone del nero · b3 pedone del bianco · c3 donna del bianco · g3 alfiere del nero · e2 alfiere del bianco · e1 cavallo del nero | a8 re del bianco · c6 pedone del nero · e6 pedone del nero · g6 cavallo del bianco · b5 pedone del nero · c5 alfiere del bianco · f5 cavallo del nero · g5 pedone del nero · b4 pedone del bianco · e4 re del nero · g4 pedone del nero · b3 pedone del bianco · c3 donna del bianco · g3 alfiere del nero · e2 alfiere del bianco · e1 cavallo del nero | a8 re del bianco · c6 pedone del nero · e6 pedone del nero · g6 cavallo del bianco · b5 pedone del nero · c5 alfiere del bianco · f5 cavallo del nero · g5 pedone del nero · b4 pedone del bianco · e4 re del nero · g4 pedone del nero · b3 pedone del bianco · c3 donna del bianco · g3 alfiere del nero · e2 alfiere del bianco · e1 cavallo del nero | a8 re del bianco · c6 pedone del nero · e6 pedone del nero · g6 cavallo del bianco · b5 pedone del nero · c5 alfiere del bianco · f5 cavallo del nero · g5 pedone del nero · b4 pedone del bianco · e4 re del nero · g4 pedone del nero · b3 pedone del bianco · c3 donna del bianco · g3 alfiere del nero · e2 alfiere del bianco · e1 cavallo del nero | a8 re del bianco · c6 pedone del nero · e6 pedone del nero · g6 cavallo del bianco · b5 pedone del nero · c5 alfiere del bianco · f5 cavallo del nero · g5 pedone del nero · b4 pedone del bianco · e4 re del nero · g4 pedone del nero · b3 pedone del bianco · c3 donna del bianco · g3 alfiere del nero · e2 alfiere del bianco · e1 cavallo del nero | a8 re del bianco · c6 pedone del nero · e6 pedone del nero · g6 cavallo del bianco · b5 pedone del nero · c5 alfiere del bianco · f5 cavallo del nero · g5 pedone del nero · b4 pedone del bianco · e4 re del nero · g4 pedone del nero · b3 pedone del bianco · c3 donna del bianco · g3 alfiere del nero · e2 alfiere del bianco · e1 cavallo del nero | 8 |
| 7 | a8 re del bianco · c6 pedone del nero · e6 pedone del nero · g6 cavallo del bianco · b5 pedone del nero · c5 alfiere del bianco · f5 cavallo del nero · g5 pedone del nero · b4 pedone del bianco · e4 re del nero · g4 pedone del nero · b3 pedone del bianco · c3 donna del bianco · g3 alfiere del nero · e2 alfiere del bianco · e1 cavallo del nero | a8 re del bianco · c6 pedone del nero · e6 pedone del nero · g6 cavallo del bianco · b5 pedone del nero · c5 alfiere del bianco · f5 cavallo del nero · g5 pedone del nero · b4 pedone del bianco · e4 re del nero · g4 pedone del nero · b3 pedone del bianco · c3 donna del bianco · g3 alfiere del nero · e2 alfiere del bianco · e1 cavallo del nero | a8 re del bianco · c6 pedone del nero · e6 pedone del nero · g6 cavallo del bianco · b5 pedone del nero · c5 alfiere del bianco · f5 cavallo del nero · g5 pedone del nero · b4 pedone del bianco · e4 re del nero · g4 pedone del nero · b3 pedone del bianco · c3 donna del bianco · g3 alfiere del nero · e2 alfiere del bianco · e1 cavallo del nero | a8 re del bianco · c6 pedone del nero · e6 pedone del nero · g6 cavallo del bianco · b5 pedone del nero · c5 alfiere del bianco · f5 cavallo del nero · g5 pedone del nero · b4 pedone del bianco · e4 re del nero · g4 pedone del nero · b3 pedone del bianco · c3 donna del bianco · g3 alfiere del nero · e2 alfiere del bianco · e1 cavallo del nero | a8 re del bianco · c6 pedone del nero · e6 pedone del nero · g6 cavallo del bianco · b5 pedone del nero · c5 alfiere del bianco · f5 cavallo del nero · g5 pedone del nero · b4 pedone del bianco · e4 re del nero · g4 pedone del nero · b3 pedone del bianco · c3 donna del bianco · g3 alfiere del nero · e2 alfiere del bianco · e1 cavallo del nero | a8 re del bianco · c6 pedone del nero · e6 pedone del nero · g6 cavallo del bianco · b5 pedone del nero · c5 alfiere del bianco · f5 cavallo del nero · g5 pedone del nero · b4 pedone del bianco · e4 re del nero · g4 pedone del nero · b3 pedone del bianco · c3 donna del bianco · g3 alfiere del nero · e2 alfiere del bianco · e1 cavallo del nero | a8 re del bianco · c6 pedone del nero · e6 pedone del nero · g6 cavallo del bianco · b5 pedone del nero · c5 alfiere del bianco · f5 cavallo del nero · g5 pedone del nero · b4 pedone del bianco · e4 re del nero · g4 pedone del nero · b3 pedone del bianco · c3 donna del bianco · g3 alfiere del nero · e2 alfiere del bianco · e1 cavallo del nero | a8 re del bianco · c6 pedone del nero · e6 pedone del nero · g6 cavallo del bianco · b5 pedone del nero · c5 alfiere del bianco · f5 cavallo del nero · g5 pedone del nero · b4 pedone del bianco · e4 re del nero · g4 pedone del nero · b3 pedone del bianco · c3 donna del bianco · g3 alfiere del nero · e2 alfiere del bianco · e1 cavallo del nero | 7 |
| 6 | a8 re del bianco · c6 pedone del nero · e6 pedone del nero · g6 cavallo del bianco · b5 pedone del nero · c5 alfiere del bianco · f5 cavallo del nero · g5 pedone del nero · b4 pedone del bianco · e4 re del nero · g4 pedone del nero · b3 pedone del bianco · c3 donna del bianco · g3 alfiere del nero · e2 alfiere del bianco · e1 cavallo del nero | a8 re del bianco · c6 pedone del nero · e6 pedone del nero · g6 cavallo del bianco · b5 pedone del nero · c5 alfiere del bianco · f5 cavallo del nero · g5 pedone del nero · b4 pedone del bianco · e4 re del nero · g4 pedone del nero · b3 pedone del bianco · c3 donna del bianco · g3 alfiere del nero · e2 alfiere del bianco · e1 cavallo del nero | a8 re del bianco · c6 pedone del nero · e6 pedone del nero · g6 cavallo del bianco · b5 pedone del nero · c5 alfiere del bianco · f5 cavallo del nero · g5 pedone del nero · b4 pedone del bianco · e4 re del nero · g4 pedone del nero · b3 pedone del bianco · c3 donna del bianco · g3 alfiere del nero · e2 alfiere del bianco · e1 cavallo del nero | a8 re del bianco · c6 pedone del nero · e6 pedone del nero · g6 cavallo del bianco · b5 pedone del nero · c5 alfiere del bianco · f5 cavallo del nero · g5 pedone del nero · b4 pedone del bianco · e4 re del nero · g4 pedone del nero · b3 pedone del bianco · c3 donna del bianco · g3 alfiere del nero · e2 alfiere del bianco · e1 cavallo del nero | a8 re del bianco · c6 pedone del nero · e6 pedone del nero · g6 cavallo del bianco · b5 pedone del nero · c5 alfiere del bianco · f5 cavallo del nero · g5 pedone del nero · b4 pedone del bianco · e4 re del nero · g4 pedone del nero · b3 pedone del bianco · c3 donna del bianco · g3 alfiere del nero · e2 alfiere del bianco · e1 cavallo del nero | a8 re del bianco · c6 pedone del nero · e6 pedone del nero · g6 cavallo del bianco · b5 pedone del nero · c5 alfiere del bianco · f5 cavallo del nero · g5 pedone del nero · b4 pedone del bianco · e4 re del nero · g4 pedone del nero · b3 pedone del bianco · c3 donna del bianco · g3 alfiere del nero · e2 alfiere del bianco · e1 cavallo del nero | a8 re del bianco · c6 pedone del nero · e6 pedone del nero · g6 cavallo del bianco · b5 pedone del nero · c5 alfiere del bianco · f5 cavallo del nero · g5 pedone del nero · b4 pedone del bianco · e4 re del nero · g4 pedone del nero · b3 pedone del bianco · c3 donna del bianco · g3 alfiere del nero · e2 alfiere del bianco · e1 cavallo del nero | a8 re del bianco · c6 pedone del nero · e6 pedone del nero · g6 cavallo del bianco · b5 pedone del nero · c5 alfiere del bianco · f5 cavallo del nero · g5 pedone del nero · b4 pedone del bianco · e4 re del nero · g4 pedone del nero · b3 pedone del bianco · c3 donna del bianco · g3 alfiere del nero · e2 alfiere del bianco · e1 cavallo del nero | 6 |
| 5 | a8 re del bianco · c6 pedone del nero · e6 pedone del nero · g6 cavallo del bianco · b5 pedone del nero · c5 alfiere del bianco · f5 cavallo del nero · g5 pedone del nero · b4 pedone del bianco · e4 re del nero · g4 pedone del nero · b3 pedone del bianco · c3 donna del bianco · g3 alfiere del nero · e2 alfiere del bianco · e1 cavallo del nero | a8 re del bianco · c6 pedone del nero · e6 pedone del nero · g6 cavallo del bianco · b5 pedone del nero · c5 alfiere del bianco · f5 cavallo del nero · g5 pedone del nero · b4 pedone del bianco · e4 re del nero · g4 pedone del nero · b3 pedone del bianco · c3 donna del bianco · g3 alfiere del nero · e2 alfiere del bianco · e1 cavallo del nero | a8 re del bianco · c6 pedone del nero · e6 pedone del nero · g6 cavallo del bianco · b5 pedone del nero · c5 alfiere del bianco · f5 cavallo del nero · g5 pedone del nero · b4 pedone del bianco · e4 re del nero · g4 pedone del nero · b3 pedone del bianco · c3 donna del bianco · g3 alfiere del nero · e2 alfiere del bianco · e1 cavallo del nero | a8 re del bianco · c6 pedone del nero · e6 pedone del nero · g6 cavallo del bianco · b5 pedone del nero · c5 alfiere del bianco · f5 cavallo del nero · g5 pedone del nero · b4 pedone del bianco · e4 re del nero · g4 pedone del nero · b3 pedone del bianco · c3 donna del bianco · g3 alfiere del nero · e2 alfiere del bianco · e1 cavallo del nero | a8 re del bianco · c6 pedone del nero · e6 pedone del nero · g6 cavallo del bianco · b5 pedone del nero · c5 alfiere del bianco · f5 cavallo del nero · g5 pedone del nero · b4 pedone del bianco · e4 re del nero · g4 pedone del nero · b3 pedone del bianco · c3 donna del bianco · g3 alfiere del nero · e2 alfiere del bianco · e1 cavallo del nero | a8 re del bianco · c6 pedone del nero · e6 pedone del nero · g6 cavallo del bianco · b5 pedone del nero · c5 alfiere del bianco · f5 cavallo del nero · g5 pedone del nero · b4 pedone del bianco · e4 re del nero · g4 pedone del nero · b3 pedone del bianco · c3 donna del bianco · g3 alfiere del nero · e2 alfiere del bianco · e1 cavallo del nero | a8 re del bianco · c6 pedone del nero · e6 pedone del nero · g6 cavallo del bianco · b5 pedone del nero · c5 alfiere del bianco · f5 cavallo del nero · g5 pedone del nero · b4 pedone del bianco · e4 re del nero · g4 pedone del nero · b3 pedone del bianco · c3 donna del bianco · g3 alfiere del nero · e2 alfiere del bianco · e1 cavallo del nero | a8 re del bianco · c6 pedone del nero · e6 pedone del nero · g6 cavallo del bianco · b5 pedone del nero · c5 alfiere del bianco · f5 cavallo del nero · g5 pedone del nero · b4 pedone del bianco · e4 re del nero · g4 pedone del nero · b3 pedone del bianco · c3 donna del bianco · g3 alfiere del nero · e2 alfiere del bianco · e1 cavallo del nero | 5 |
| 4 | a8 re del bianco · c6 pedone del nero · e6 pedone del nero · g6 cavallo del bianco · b5 pedone del nero · c5 alfiere del bianco · f5 cavallo del nero · g5 pedone del nero · b4 pedone del bianco · e4 re del nero · g4 pedone del nero · b3 pedone del bianco · c3 donna del bianco · g3 alfiere del nero · e2 alfiere del bianco · e1 cavallo del nero | a8 re del bianco · c6 pedone del nero · e6 pedone del nero · g6 cavallo del bianco · b5 pedone del nero · c5 alfiere del bianco · f5 cavallo del nero · g5 pedone del nero · b4 pedone del bianco · e4 re del nero · g4 pedone del nero · b3 pedone del bianco · c3 donna del bianco · g3 alfiere del nero · e2 alfiere del bianco · e1 cavallo del nero | a8 re del bianco · c6 pedone del nero · e6 pedone del nero · g6 cavallo del bianco · b5 pedone del nero · c5 alfiere del bianco · f5 cavallo del nero · g5 pedone del nero · b4 pedone del bianco · e4 re del nero · g4 pedone del nero · b3 pedone del bianco · c3 donna del bianco · g3 alfiere del nero · e2 alfiere del bianco · e1 cavallo del nero | a8 re del bianco · c6 pedone del nero · e6 pedone del nero · g6 cavallo del bianco · b5 pedone del nero · c5 alfiere del bianco · f5 cavallo del nero · g5 pedone del nero · b4 pedone del bianco · e4 re del nero · g4 pedone del nero · b3 pedone del bianco · c3 donna del bianco · g3 alfiere del nero · e2 alfiere del bianco · e1 cavallo del nero | a8 re del bianco · c6 pedone del nero · e6 pedone del nero · g6 cavallo del bianco · b5 pedone del nero · c5 alfiere del bianco · f5 cavallo del nero · g5 pedone del nero · b4 pedone del bianco · e4 re del nero · g4 pedone del nero · b3 pedone del bianco · c3 donna del bianco · g3 alfiere del nero · e2 alfiere del bianco · e1 cavallo del nero | a8 re del bianco · c6 pedone del nero · e6 pedone del nero · g6 cavallo del bianco · b5 pedone del nero · c5 alfiere del bianco · f5 cavallo del nero · g5 pedone del nero · b4 pedone del bianco · e4 re del nero · g4 pedone del nero · b3 pedone del bianco · c3 donna del bianco · g3 alfiere del nero · e2 alfiere del bianco · e1 cavallo del nero | a8 re del bianco · c6 pedone del nero · e6 pedone del nero · g6 cavallo del bianco · b5 pedone del nero · c5 alfiere del bianco · f5 cavallo del nero · g5 pedone del nero · b4 pedone del bianco · e4 re del nero · g4 pedone del nero · b3 pedone del bianco · c3 donna del bianco · g3 alfiere del nero · e2 alfiere del bianco · e1 cavallo del nero | a8 re del bianco · c6 pedone del nero · e6 pedone del nero · g6 cavallo del bianco · b5 pedone del nero · c5 alfiere del bianco · f5 cavallo del nero · g5 pedone del nero · b4 pedone del bianco · e4 re del nero · g4 pedone del nero · b3 pedone del bianco · c3 donna del bianco · g3 alfiere del nero · e2 alfiere del bianco · e1 cavallo del nero | 4 |
| 3 | a8 re del bianco · c6 pedone del nero · e6 pedone del nero · g6 cavallo del bianco · b5 pedone del nero · c5 alfiere del bianco · f5 cavallo del nero · g5 pedone del nero · b4 pedone del bianco · e4 re del nero · g4 pedone del nero · b3 pedone del bianco · c3 donna del bianco · g3 alfiere del nero · e2 alfiere del bianco · e1 cavallo del nero | a8 re del bianco · c6 pedone del nero · e6 pedone del nero · g6 cavallo del bianco · b5 pedone del nero · c5 alfiere del bianco · f5 cavallo del nero · g5 pedone del nero · b4 pedone del bianco · e4 re del nero · g4 pedone del nero · b3 pedone del bianco · c3 donna del bianco · g3 alfiere del nero · e2 alfiere del bianco · e1 cavallo del nero | a8 re del bianco · c6 pedone del nero · e6 pedone del nero · g6 cavallo del bianco · b5 pedone del nero · c5 alfiere del bianco · f5 cavallo del nero · g5 pedone del nero · b4 pedone del bianco · e4 re del nero · g4 pedone del nero · b3 pedone del bianco · c3 donna del bianco · g3 alfiere del nero · e2 alfiere del bianco · e1 cavallo del nero | a8 re del bianco · c6 pedone del nero · e6 pedone del nero · g6 cavallo del bianco · b5 pedone del nero · c5 alfiere del bianco · f5 cavallo del nero · g5 pedone del nero · b4 pedone del bianco · e4 re del nero · g4 pedone del nero · b3 pedone del bianco · c3 donna del bianco · g3 alfiere del nero · e2 alfiere del bianco · e1 cavallo del nero | a8 re del bianco · c6 pedone del nero · e6 pedone del nero · g6 cavallo del bianco · b5 pedone del nero · c5 alfiere del bianco · f5 cavallo del nero · g5 pedone del nero · b4 pedone del bianco · e4 re del nero · g4 pedone del nero · b3 pedone del bianco · c3 donna del bianco · g3 alfiere del nero · e2 alfiere del bianco · e1 cavallo del nero | a8 re del bianco · c6 pedone del nero · e6 pedone del nero · g6 cavallo del bianco · b5 pedone del nero · c5 alfiere del bianco · f5 cavallo del nero · g5 pedone del nero · b4 pedone del bianco · e4 re del nero · g4 pedone del nero · b3 pedone del bianco · c3 donna del bianco · g3 alfiere del nero · e2 alfiere del bianco · e1 cavallo del nero | a8 re del bianco · c6 pedone del nero · e6 pedone del nero · g6 cavallo del bianco · b5 pedone del nero · c5 alfiere del bianco · f5 cavallo del nero · g5 pedone del nero · b4 pedone del bianco · e4 re del nero · g4 pedone del nero · b3 pedone del bianco · c3 donna del bianco · g3 alfiere del nero · e2 alfiere del bianco · e1 cavallo del nero | a8 re del bianco · c6 pedone del nero · e6 pedone del nero · g6 cavallo del bianco · b5 pedone del nero · c5 alfiere del bianco · f5 cavallo del nero · g5 pedone del nero · b4 pedone del bianco · e4 re del nero · g4 pedone del nero · b3 pedone del bianco · c3 donna del bianco · g3 alfiere del nero · e2 alfiere del bianco · e1 cavallo del nero | 3 |
| 2 | a8 re del bianco · c6 pedone del nero · e6 pedone del nero · g6 cavallo del bianco · b5 pedone del nero · c5 alfiere del bianco · f5 cavallo del nero · g5 pedone del nero · b4 pedone del bianco · e4 re del nero · g4 pedone del nero · b3 pedone del bianco · c3 donna del bianco · g3 alfiere del nero · e2 alfiere del bianco · e1 cavallo del nero | a8 re del bianco · c6 pedone del nero · e6 pedone del nero · g6 cavallo del bianco · b5 pedone del nero · c5 alfiere del bianco · f5 cavallo del nero · g5 pedone del nero · b4 pedone del bianco · e4 re del nero · g4 pedone del nero · b3 pedone del bianco · c3 donna del bianco · g3 alfiere del nero · e2 alfiere del bianco · e1 cavallo del nero | a8 re del bianco · c6 pedone del nero · e6 pedone del nero · g6 cavallo del bianco · b5 pedone del nero · c5 alfiere del bianco · f5 cavallo del nero · g5 pedone del nero · b4 pedone del bianco · e4 re del nero · g4 pedone del nero · b3 pedone del bianco · c3 donna del bianco · g3 alfiere del nero · e2 alfiere del bianco · e1 cavallo del nero | a8 re del bianco · c6 pedone del nero · e6 pedone del nero · g6 cavallo del bianco · b5 pedone del nero · c5 alfiere del bianco · f5 cavallo del nero · g5 pedone del nero · b4 pedone del bianco · e4 re del nero · g4 pedone del nero · b3 pedone del bianco · c3 donna del bianco · g3 alfiere del nero · e2 alfiere del bianco · e1 cavallo del nero | a8 re del bianco · c6 pedone del nero · e6 pedone del nero · g6 cavallo del bianco · b5 pedone del nero · c5 alfiere del bianco · f5 cavallo del nero · g5 pedone del nero · b4 pedone del bianco · e4 re del nero · g4 pedone del nero · b3 pedone del bianco · c3 donna del bianco · g3 alfiere del nero · e2 alfiere del bianco · e1 cavallo del nero | a8 re del bianco · c6 pedone del nero · e6 pedone del nero · g6 cavallo del bianco · b5 pedone del nero · c5 alfiere del bianco · f5 cavallo del nero · g5 pedone del nero · b4 pedone del bianco · e4 re del nero · g4 pedone del nero · b3 pedone del bianco · c3 donna del bianco · g3 alfiere del nero · e2 alfiere del bianco · e1 cavallo del nero | a8 re del bianco · c6 pedone del nero · e6 pedone del nero · g6 cavallo del bianco · b5 pedone del nero · c5 alfiere del bianco · f5 cavallo del nero · g5 pedone del nero · b4 pedone del bianco · e4 re del nero · g4 pedone del nero · b3 pedone del bianco · c3 donna del bianco · g3 alfiere del nero · e2 alfiere del bianco · e1 cavallo del nero | a8 re del bianco · c6 pedone del nero · e6 pedone del nero · g6 cavallo del bianco · b5 pedone del nero · c5 alfiere del bianco · f5 cavallo del nero · g5 pedone del nero · b4 pedone del bianco · e4 re del nero · g4 pedone del nero · b3 pedone del bianco · c3 donna del bianco · g3 alfiere del nero · e2 alfiere del bianco · e1 cavallo del nero | 2 |
| 1 | a8 re del bianco · c6 pedone del nero · e6 pedone del nero · g6 cavallo del bianco · b5 pedone del nero · c5 alfiere del bianco · f5 cavallo del nero · g5 pedone del nero · b4 pedone del bianco · e4 re del nero · g4 pedone del nero · b3 pedone del bianco · c3 donna del bianco · g3 alfiere del nero · e2 alfiere del bianco · e1 cavallo del nero | a8 re del bianco · c6 pedone del nero · e6 pedone del nero · g6 cavallo del bianco · b5 pedone del nero · c5 alfiere del bianco · f5 cavallo del nero · g5 pedone del nero · b4 pedone del bianco · e4 re del nero · g4 pedone del nero · b3 pedone del bianco · c3 donna del bianco · g3 alfiere del nero · e2 alfiere del bianco · e1 cavallo del nero | a8 re del bianco · c6 pedone del nero · e6 pedone del nero · g6 cavallo del bianco · b5 pedone del nero · c5 alfiere del bianco · f5 cavallo del nero · g5 pedone del nero · b4 pedone del bianco · e4 re del nero · g4 pedone del nero · b3 pedone del bianco · c3 donna del bianco · g3 alfiere del nero · e2 alfiere del bianco · e1 cavallo del nero | a8 re del bianco · c6 pedone del nero · e6 pedone del nero · g6 cavallo del bianco · b5 pedone del nero · c5 alfiere del bianco · f5 cavallo del nero · g5 pedone del nero · b4 pedone del bianco · e4 re del nero · g4 pedone del nero · b3 pedone del bianco · c3 donna del bianco · g3 alfiere del nero · e2 alfiere del bianco · e1 cavallo del nero | a8 re del bianco · c6 pedone del nero · e6 pedone del nero · g6 cavallo del bianco · b5 pedone del nero · c5 alfiere del bianco · f5 cavallo del nero · g5 pedone del nero · b4 pedone del bianco · e4 re del nero · g4 pedone del nero · b3 pedone del bianco · c3 donna del bianco · g3 alfiere del nero · e2 alfiere del bianco · e1 cavallo del nero | a8 re del bianco · c6 pedone del nero · e6 pedone del nero · g6 cavallo del bianco · b5 pedone del nero · c5 alfiere del bianco · f5 cavallo del nero · g5 pedone del nero · b4 pedone del bianco · e4 re del nero · g4 pedone del nero · b3 pedone del bianco · c3 donna del bianco · g3 alfiere del nero · e2 alfiere del bianco · e1 cavallo del nero | a8 re del bianco · c6 pedone del nero · e6 pedone del nero · g6 cavallo del bianco · b5 pedone del nero · c5 alfiere del bianco · f5 cavallo del nero · g5 pedone del nero · b4 pedone del bianco · e4 re del nero · g4 pedone del nero · b3 pedone del bianco · c3 donna del bianco · g3 alfiere del nero · e2 alfiere del bianco · e1 cavallo del nero | a8 re del bianco · c6 pedone del nero · e6 pedone del nero · g6 cavallo del bianco · b5 pedone del nero · c5 alfiere del bianco · f5 cavallo del nero · g5 pedone del nero · b4 pedone del bianco · e4 re del nero · g4 pedone del nero · b3 pedone del bianco · c3 donna del bianco · g3 alfiere del nero · e2 alfiere del bianco · e1 cavallo del nero | 1 |
|   | a | b | c | d | e | f | g | h |   |

Soluzione:
1. Af1 !  (min. 2. Dd3+ Cxd3 3. Ag2#)
1... Cf5 ∼  2. Dxd4+ Rf5  3. Ce7#